# Andréi Voronijin
Andréi Nikíforovich Voronijin, nacido el 17 (28) de octubre de 1759 en una familia de siervos de la ciudad de Nóvoye Usolye y fallecido el 21 de febrero (5 de marzo) de 1814 en San Petersburgo, fue un arquitecto del neoclasicismo ruso, un importante representante del estilo Imperio ruso.

## Biografía
Voronijin nació en una familia de campesinos del conde Aleksandr Stróganov, mitad rusa y mitad komi. Algunos han afirmado sin pruebas que era un hijo natural del conde, quien será director de la Academia Imperial de Bellas artes.
Primero estudió con un pintor de iconos, Gabriel Yushkov, y su talento llamó la atención del conde. Lo liberó de la esclavitud y lo condujo a Moscú en 1777, donde parece que se relacionó con Vasili Bazhénov y Matvéi Kazakov. Dos años después fue enviado por el conde a San Petersburgo, donde acompañó a Pável Stróganov, el hijo de la familia, que fue enviado allí por su tutor, el futuro convencional Gilbert Romme. Estudió arquitectura, ingeniería y matemáticas entre los años 1786 y 1790 y viajó con Pável Stróganov y su preceptor a Suiza, Ginebra y Francia, donde los jóvenes fueron testigos de los inicios de la Revolución Francesa. Voronijin estudió a fondo la arquitectura francesa.
Voronijin trabajó a su regreso como arquitecto personal del conde para sus propiedades. Lo hizo entrar en la Academia Imperial de Bellas Artes, donde recibió el título de "pintor de perspectiva" en 1797 por sus cuadros Vista de la galería de las pinturas del Palacio Stróganov (1793,museo del Hermitage) y Vista de la casa de campo del Conde Stróganov (1797 Museo Ruso). Comenzó a enseñar en 1800.
A diferencia de la anterior generación, inspirada por el barroco de Rastrelli, Voronijin se inspiró en el estilo más tradicional del arte antiguo. Así, remodeló en interior del Palacio Stróganov en 1793, la casa de campo de Stróganov en las orillas río Chiórnaya, en 1795-1796 y el castillo de Gorodnié en 1798. Fue nombrado académico de la perspectiva de la pintura en 1797 y académico de la arquitectura en 1800 por un proyecto de columnata en Peterhof. En 1802 fue nombrado profesor de la Academia imperial.

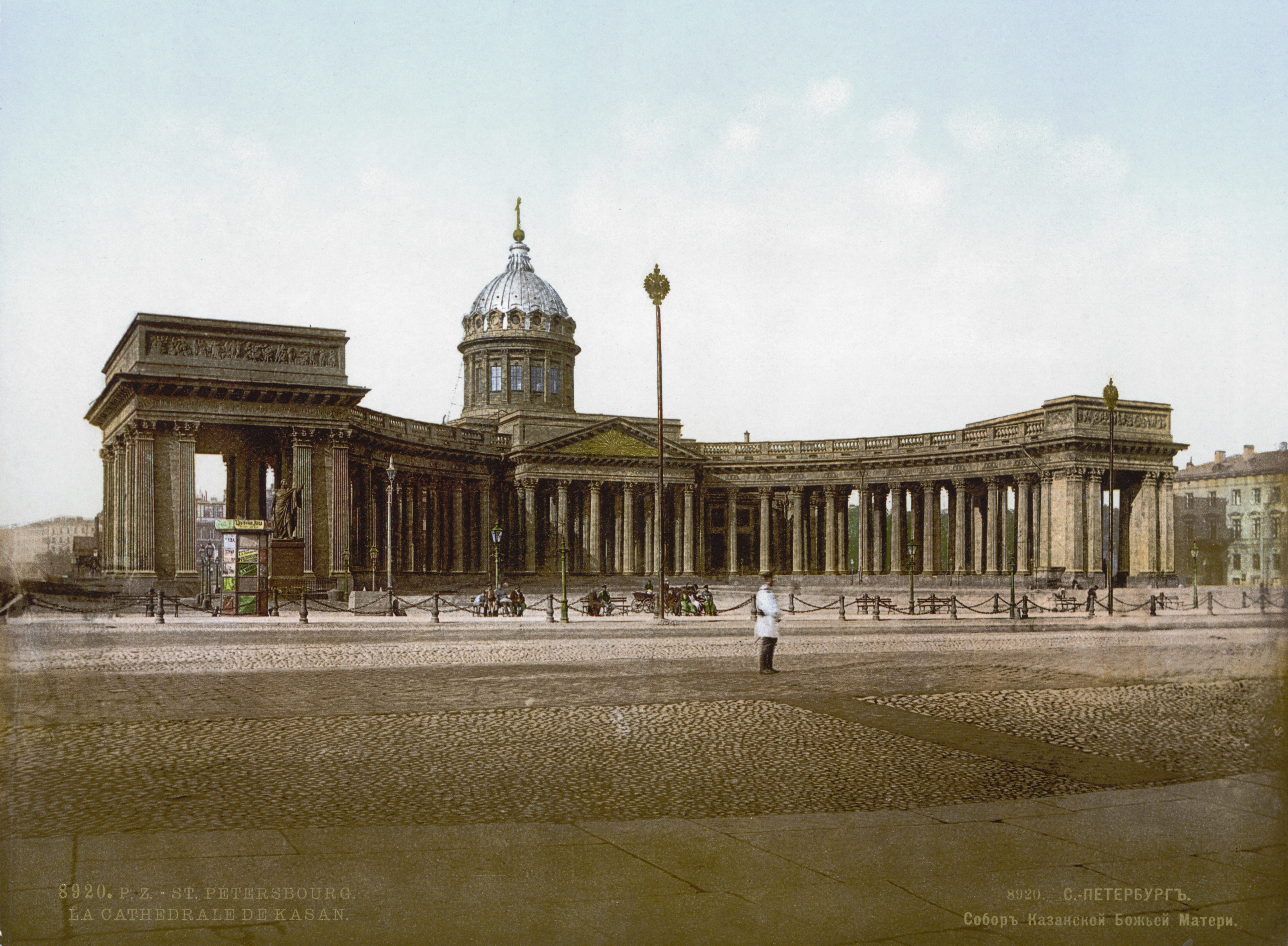
Vista de la Catedral de Kazán ND hacia 1895.

La obra maestra de Voronijin es la Catedral de Nuestra Señora de Kazán en San Petersburgo, construida entre 1801 y 1811. 
Recibió, en el momento de la consagración de la catedral, la Orden de Santa Ana de segunda clase y una pensión del zar.
También construyó el Departamento del tesoro, la fachada del Instituto de minería, en la Isla Vasílevski, quien con su pórtico, combina la perspectiva de la dársena del Almirantazgo y de la isla; así como las columnatas y la cascada de Peterhof, el interior de los palacios Strelna, Gátchina y Pávlovsk, así como los pabellones y los decorados de sus parques.
Adapta, así como Adrián Zajárov y Jean-François Thomas de Thomon, sus contemporáneos, el neoclasicismo francés de Ledoux y Boullée.
Murió soltero en San Petersburgo en 1814. Su sobrino y heredero, Nikolái Voronijin también fue arquitecto en Riazán.

## Fuente
- Portal:Rusia. Contenido relacionado con Arquitectura.